# 보너스 아미
보너스 아미(Bonus Army, 노병 보너스 군대)는 1932년 춘하기에 워싱턴 D.C.에서 병역 인증서 에 대한 보다 빠른 현금 상환화를 위해 모인 약 43000명 가량의 가두 행진 참가자들 통틀어 칭하는 것으로, 17000명의 세계 1차 세계대전 참전용사, 그들의 가족들 또 그들과 연계된 그룹들로 구성되었다. 보너스 아미의 창시자는 미국인 원정 파견군을 상기 시키기 위해서 이를 보너스 원정 파견군 이라 칭했는데, 외부 매체에서는 이것을 보너스 마치(노병 보너스 군대의 또 다른 이름)라 칭했다.
이 군대는 전 하사관이었던 와터 워터스(Walter W. Waters)에 의해 지휘되었으며, 대다수의 참전용사들은 미국에서 발생한 경제 대공황을 시작으로 그들의 뜻을 펼쳐 나갔다.
1924년, 세계 대전의 재정 국가 배상법은 증명서 지급 및 상환의 방식으로 참전용사들에게 보너스를 지급하였는데, 그들은 1945년이 되도록 현금으로 상환하지 못하였다. 병역 인증서는 자격요건을 가진 참전용사에 한해서 지급되었는데, 이는 군인들의 복리와 더불어 예정된 배상과 동등한 액면가를 가졌다. 보너스 아미의 가장 주된 요구사항은 빠른 시일 내에 정부가 발급한 병역 인증서에 대한 돈을 지불 받는 것 이었다. 그 당시 군사적 주요 인물이었던 전 해군 소속 스매들리 버틀러 장군은 참전 용사들이 주둔하고 있던 아영지를 방문하여 그들에게 힘과 용기를 북돋아주었다.
그 해 7월 28일, 美 군사 대변인인 윌리엄 미첼은 그들에게 국가사유 영토로부터 철수하라고 명령하였다. 워싱턴 D.C. 경찰들은 완강히 저항하는 그들과 대치 하였고, 경찰들이 발포한 총탄에 의해 두 명의 참전용사들이 크게 부상을 입었고, 결국 죽음을 맞이했다. 워싱턴 외 다른 지역에서도 시위가 일어났는데, 여려명의 참전용사들이 총살당했다. 그 후 후버 대통령은 참전용사들이 주둔해있는 야영지를 무력으로 진압하도록 군대에 지시하였다. 군대 총 책임관리자인 더글러스 맥아더 장군은 보병들과 여섯대의 탱크로 무장한 기갑부대에게 명령을 내려 이를 시행하도록 하였고, 그로 인해 보너스 말치와 그들의 부인 및 아이들은 기지로부터 쫓겨나고, 그들의 주거지와 소유품들 또한 모두 소각 되었다.
1933년, 루즈벨트 행정부가 설립됨과 동시에 소규모의 보너스 마치가 생겨났는데, 이는 5월에 많은 단체 및 사람들의 일자리가 확보된 포트헌트와 버지니아주에 있는 민간인보호단체(CCC)에서 개개인의 일자리를 부여받음으로써 그 긴장이 완화되었다. 몇몇의 사람들은 민간인보호단체에서 부여받은 일자리를 거부하였는데, 이 사람들은 마감일자인 5월 22일에 집으로 돌아가도록 허용되었다.1936년, 미국의회는 프랭클린 루즈벨트 대통령의 거부권을 기각하고, 보다 일찍 참전용사들이 돈을 지불 받게끔 하였다.

## 배경
1781년, 미국 독립전쟁에 참전했던 미군들의 대부분은 보수를 받지 못하고 제대하였다. 2년 후, 백여명의 펜실베이니아 전쟁 참전 용사들은 필라델피아로부터 워싱턴 D.C.까지 행진하여 의회가 개회 중이던 백악관을 둘러싸고 자신들의 보수를 요구했다. 그리하여 개회 중이던 의원들은 뉴저지의 프린스턴으로 피신을 하였고 몇 주 후, 정부는 그때 당시 시위 중이었던 참전용사들을 모두 제명시켰다.
1776년부터 전쟁 참전용사들에게 그들이 군인으로서 받은 보수와 그들이 입대하지 않았다면 벌여 들였을 돈의 차이를 매겨 보상 (보너스)를 주는 제도가 시작되었다. 하지만, 스페인-미국 전쟁에 참전했던 용사들은 이러한 보상을 전혀 받지 못하였고, 결국 1차 세계대전 이후 이들에겐 오직 60달러의 보상만 주어졌고, 이들에 대한 보상 미지급은 정치적인 문제로까지 번지게 되었다. 그리고 1919년에 설립된 미국 재향 군인회는 정부에게 추가적인 보상을 외치며 정치운동을 펼치기 시작했다.
1924년 5월 15일, 캘빈 쿨리지 대통령은 제1차 세계대전 참전용사들에게 보너스 수당을 부여하는 법안을 거부하였다. 그는 “나라를 위해 참전했던 전쟁에 대한 보상을 요구하는 것은 애국심에 위배되는 행위이다.” 라고 말하였으며, 의회는 몇일후 세계 대전의 재정 배상법을 재정하였고, 대통령의 거부권을 무효화 시켰다. 그리하여 각각의 참전용사들은 날마다 1달러씩 최대 500달러까지 국내의 지원을 제공받고, 날마다 1.25달러씩 최대 625달러(2017년 9438 달러)까지 해외의 지원을 받을 수 있게 되었으며, 50달러 혹은 그보다 더 낮은 금액은 즉시 지급 하도록 하였다. 다른 모든 금액은 20년 만기 서비스의 증명서로 발행되었다.
그렇게 3,662,374장,약 36.38억달러 값어치에 달하는 병역인증서가 참전용사들에게 발급되었다. 의회는 국회는 펀드를 설립하고 1억1천2백만달러를 적금하고 그에 따른 20년간의 이자를 더하여 1945년 참전용사들에게 36,38억달러를 지불할 계획을 세웠으며, 그와 동시에 참전용사들은 이 펀드에서 병역인증서가 상당하는액면가의 22.5%까지 돈을 대출받아 사용할 수 있었다. 그러나 1931년 경제대공황에 의해 의회는 병역인증서로 대출가능한 최대치를 50%로 인상시켰다. 곧바로 병역인증서에 대한 상환을 진행하였지만 후버 대통령과 공화당의원들은 이러한 행동을 반대했다. 그 이유는 즉, 그들은 정부가 지불비용을 충당하기 위해선 세금을 늘려야 할 것이고, 이것은 잠재적으로 경제회복에 영향을 끼칠 것이라고 판단하였기 때문이다. 이에 외국 전쟁에 참전했던 참전용사들은 계속해서 연방정부에 병역인증서의 보다 빠른 현금상환을 요구했다.
1932년 1월, 콕스라고 이름 붙여진 부대 소속 25000명의 실업자 펜실베이니아 사람들은 수도 워싱턴 D.C.에서 가장 큰 시위를 벌였는데, 이것이 후에 실업자들이 마치에 합류하는 발판을 마련하였다.

## 행진
6월 15일에, 하원에서 라이트 퍁맨 보너스라 불리는 법안을 통과시켰는데, 이는 제 1차 세계대전 참전용사들이 그들의 연금을 시일을 앞당겨 받도록 하기 위함이었다. 대부분의 보너스 아미는 아나코스티아 플랫 바로 남쪽 11번가 교량, 즉 워싱턴 D.C.의 중심에서 아나코스티아강을 건너야 다다를 수 있는, 진흙과 무성한 풀로 덮여있는 곳을 기지로 삼았다. 그들의 야영지는 근처 쓰레기더미에서 수거해온 폐품으로 만들어졌고, 이는 그들의 통로가 될 길을 트고, 위생시설을 정비하고, 매일 가두행진에 참여하는 참전용사들에 의해서 강력하게 통제되었다. 그 야영지에 살기위해서는 그들의 명예 전역에 대해 입증하고 등록해야만 했다. 보너스 아미는 미국 상원이 참전용사들의 상여금(Bonus bill)을 가지고 한 투표에서, 62 대 18이라는 투표결과로 패배함에 따라, 6월 17일 미국의 수도를 점령하였다.

## 경찰의 총격
참전용사들은 야영지에서 후버대통령이 그들을 위해 어떠한 행동을 취하기를 바라며 시위를 멈추지 않았다.
1932년 7월 28일, 수석검사관 윌리엄 미첼(William D. Mitchell)은 경찰들에게 야영지에서 시위하고있는 노병들을 철수시키라고 명령하였다. 노병들은 후퇴하는 과정 중에 두 경찰을 생포하여한 건물 이층에 감금하였는데, 코너에 몰린 두 경찰은 지니고 있던 리볼버로 윌리엄 허스카(illiam Hushka) 와 에릭 칼슨(Eric Carlson) 두 노병을 쏴 죽였다.

### 윌리엄 허스카(William Huska)
윌리엄허스카는 미국으로 이민온 리투아니아인 이었다. 1917년, 미국이 제 1차 세계대전에 참전했을때, 윌리엄 허스카는 미주리주, 세인트루이스에 소유하고있던 정육점들을 팔고 미군에 들어갔다.전쟁이끝난후에 그는 시카고에 거주하였고, 사망 후 알링턴 국립묘지에 안장되었다.

### 에릭 칼슨(Eric Carlson)
에릭칼슨은 캘리포니아주, 오클랜드에서 왔다. 1차 세계대전 시기에 프랑스전선에 참전하였고, 사망후에 알링턴 국립묘지에 안장되었다. He was interred in Arlington National Cemetery.
경찰 총살사건 소식이 널리 알려진 후, 후버대통령은 군대에게 노병들을 워싱턴D.C.에서 쫓아 내라고 명령하였다.

## 미군의 개입
오후 4시 45분, 당시 육군 소령이던 조지 스미스 패튼 관할의 탱크 6대를 지원 받은 더글라스 맥아더 장군의 제 12 보병연대와 제 3 기병연대는 펜실베이니아 대로에 집결하였고, 수천명의 공무원들은 하던 일을 멈추고 길가에 선 채 그 과정을 지켜보고 있었다. 지켜 보고 있던 보너스 아미는 군대가 자신들의 명예를 위해 행진하는 것이라 믿고 그들을 응원하고 있었다. 하지만 패튼 소령은 기병대에게 보너스 아미들을 향해 돌격할 것을 명령하였고, 그것을 지켜보던 사람들은 “Shame! Shame!” 이라 외쳤다.
기병대의 돌격 이후에 총검과 최루탄으로 무장한 보병대가 막사로 진입해 참전 용사들의 가족들과 막사에 있던 지지자들을 몰아냈다. 참전 용사들은 아나코스티카 강을 건너 자신들의 가장 큰 막사로 도망을 갔고 후버 대통령은 공격을 멈추라고 명령하였다. 그러나 맥아더 장군은 참전 병사들의 행진을 미국정부를 전복시키려는 의도로 간주하고 대통령의 명령을 무시하고 새로운 공격을 명령하였다. 이에 55명의 참전 용사들이 부상을 입었고 135명이 체포 당했다.이로 인해 한 참전용사의 부인 한 명은 아이를 유산하였다. 최루탄 공격을 당한 후 12주된 버나드 마이어스가 병원에서 사망하자 정부 수사기관은 아이가 장염에 의해 사망했다고 거짓 발표를 하였으나, 병원 측 대변인은 최루탄이 아이의 목숨에 영향을 주었다고 밝혔다. 이 군사작전도중에 당시 맥아더 장군의 부관이었던 드와이트 아이젠하워 소령은 군의 최고통수권자가 미국의 참전 병사들을 상대로 그런 작전을 직접 수행하는 것이 옳지 않다고 여겼다. 아이젠하워 소령은 맥아더 장군에게 그는 훗날 이렇게 말했다. “내가 그 멍청한 자식한테 그곳에 가지 말라고 했지.” “그곳은 참모총장이 있을만한 곳이 되지 못했어.” 그런 그의 염려에도 불구하고 아이젠하워는 훗날 맥아더의 행동을 배서해주는 보고서를 제출했다.

## 보너스 아미의 여파
메트로 골든 메이어 영화사는 가브리엘 오버 더 화이트 하우스 라는 영화를 1933년에 개봉한다. 윌리엄 렌돌프 허스트가 그린 세계적인 명화는 허구의 대통령 하몬드를 그리고 있다. 영화의 첫 장면에서 하몬드는 사용하지 않는 군부대를 행진에 참여 시키는 것 보다 “구성된 군대”를 만들어서 경제가 되살아 날 때가지 공공의 일에 사용되어야 한다고 말했다.
이런 보너스 아미 여파로 인해 후버는 루즈벨트의 압도적인 우세로 1932년 재선에서 낙선한다.
1932년 대선공약 당시, 루즈벨트는 참전 용사들에게 주는 보상제도를 반대하였다. 그러나 1933년 5월, 참전 용사들이 두 번째 시위를 벌였을 때, 그는 행진자 들에게 버지니아주의 야영지를 제공하고 그들에게 하루 세끼의 식사를 제공하였다. 관리직원 임원들은, 대통령의 보좌관인 루이스에게 협상의 끝을 보아 참전 용사들을 보호 하라고 하였다. 루즈벨트는 그의 아내 엘리너 루즈벨트에게 시위가 벌어지는 곳을 방문하도록 하였다. 그녀는 참전용사들과 함께 점심을 먹고 그들이 노래를 부르는 것을 들으며 제 1차 세계대전 때 무리를 지어 집을 찾아 떠났던 기억이 떠오르면서 추억에 잠겼다.
그녀가 그들에게 약속할 수 있는 것은 새로 만들어진 민간인 운반 인단에 그들의 일자리를 만들어 주는 것뿐이었다. 한 참전용사가 말했다: “후버는 군대를 보냈지만 루즈벨트는 아내를 보냈다.” 의회는 영부인의 시위대 방문을 토대로 그녀의 공손함을 값지게 평가 하였다. 루즈벨트는 25000명의 민간인 운반 인단 참전병사를 영입 하는 것에 대해 찬성하였고, 그 중에서 미혼인 지원자와 25살 이하의 지원자를 제외한 사람들을 민간인 운반 인단 참전병사로 선발 하였다. 민주당이 많은 상원과 하원의 투표에서, 1936년에 보상법을 고쳐서 제1차 세계 대전 보너스 2만 달러를 빨리 지불하게 하였다. 상원의원투표는 76대 19였고, 하원의원투표는 324 대 61이었다.